# District de Neufchâteau
Le district de Neufchâteau est une ancienne division territoriale française du département des Vosges de 1790 à 1795.
Il était composé des cantons de Neufchâteau, Beaufremont, Bulgnéville, Chatenois, Coussey, Grand, Lifol le Grand, Ruppes, Vicherey et Vouxey.